# Nodači

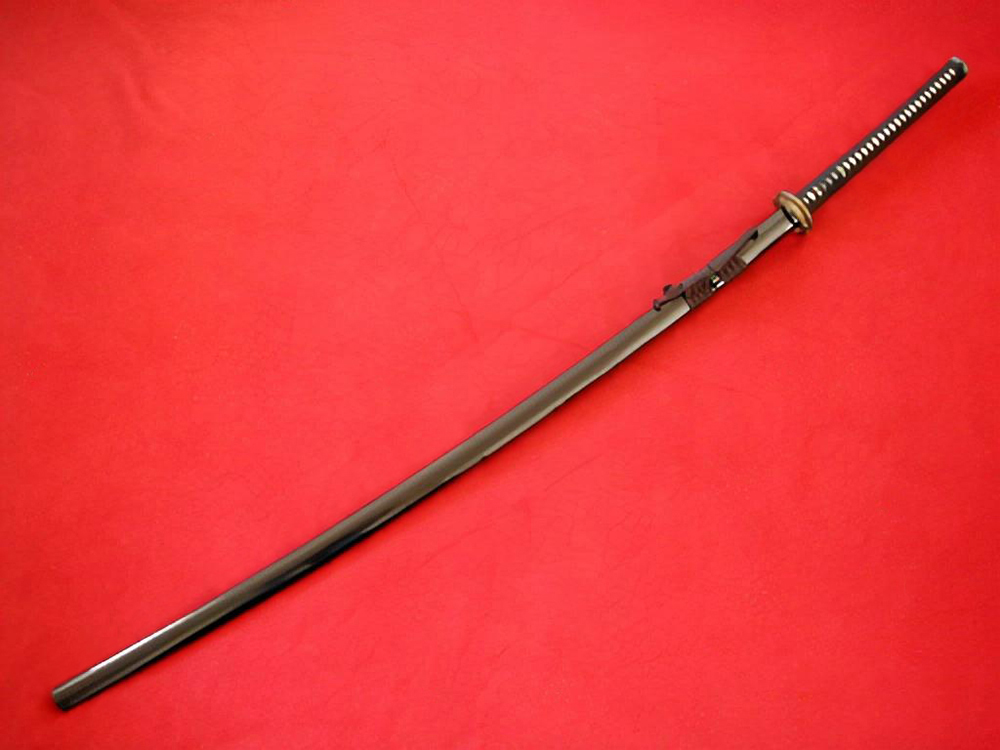
Meč Nodači

Nodači (japonsky: 野太刀) je velký obojruční japonský meč. Nodači je volně překládáno jako polní meč. Někteří lidé ale tvrdí, že význam nodači je přibližně stejný jako význam ódači, což znamená velký meč. Zmatenost okolo těchto termínů vedla k tomu, že nodači se stalo téměř synonymem pro velké ódači. Takže přes to, že se možná původně jednalo o označení jakéhokoliv velkého bitevního meče (včetně tači), se tento termín často užívá pro označení všech „přerostlých“ japonských mečů.

## Historie a užití
Nodači má stejný vzhled jako tači ale je znatelně delší. Nodači nosili pěší vojáci jako zbraň proti jízdě a na boj na otevřeném prostranství, protože jeho rozměry značně ztěžovaly použití v budovách nebo ve stísněných prostorách. Proti jízdě bylo nodači velmi efektivní, ale nepoužívalo se kvůli několika skutečnostem:
- Bylo těžké takovýto meč ukovat ve srovnání se standardním mečem.
- Nodači vyžadovalo větší tělesnou sílu jeho uživatele.
- Zbraně jako naginata nebo nagamaki byly na stejné účely relativně účinnější.
- Nodači není přímo sečná zbraň, spíše se využívalo k držení protivníka na uzdě jeho velkou vahou.

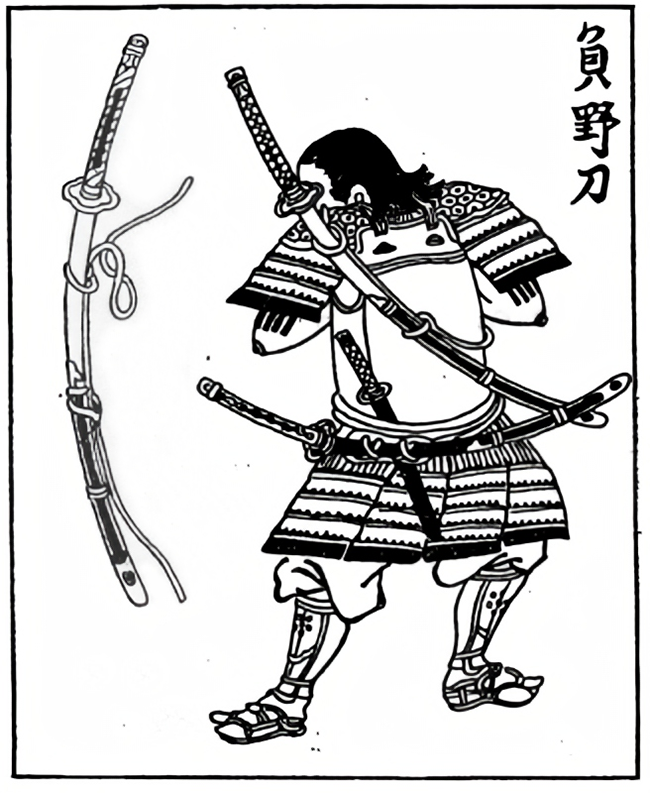
Nodači

Nodači se také používal k přesekávání kopí. V dobách míru se meč nosil křížem přes záda jako symbol společenského postavení. Toto je zajímavé, většina japonských mečů (jako např. katana nebo wakizaši a také tači) se totiž nosila za opaskem, od opasku ale není možné tasit meč s čepelí delší než cca 150 cm. Bojovat s nodači bylo nesnadné, protože bylo těžké a velké, ale, jako je to u všech jiných zbraní, bylo extrémně smrtící, když byl jeho majitel schopný. Délka rukojeti u těchto mečů se pohybovala od 30 do 33 cm. Dosah a sekací schopnost byla větší než u katany díky velikosti a váze zbraně.
V některých čínských bojových uměních, nejlepším příkladem je Pa Kua Čang, jsou přerostlé meče užívané k tréninku. Dosahuje se tak lepší kondice, která napomáhá snazšímu ovládání normálních mečů.
Kage rjú je jednou z mála japonských škol japonských bojových umění, jež trénuje boj s dlouhým mečem (který označuje čoken).
Nodači bylo používáno Sasaki Kodžiróem, velmi schopným válečníkem. Proslavil se tím, že prohrál boj s Musaši Mijamotem (což byl podle mnohých nejlepší šermíř všech dob).

## Nodači ve fikci
Nodači jsou často součástí video her a anime, což je zajímavé vzhledem k faktu, že ve skutečnosti byla velmi neobvyklá.